# 西奥多·爱德华·科尼斯
西奥多·科尼斯（Theodore Coneys，1882年11月10日—1967年5月16日）出生于伊利诺伊州彼得斯堡，父亲托马斯·H·科尼斯是加拿大移民，在彼得斯堡拥有一家五金店，母亲伊莎贝拉·埃拉姆。 1888年老科尼斯去世后， 科尼斯夫人和她的儿子搬到了威斯康星州伯洛伊特附近的一个农场，然后于1907年搬到了科罗拉多州丹佛市， 在那里她在丹佛民主党俱乐部担任管家。 
西奥多·科尼斯 (Theodore Coneys) 健康狀況不佳，被醫師告知活不到18歲，也因此他並未完成高中學業。成年後，他在丹佛黄銅廠的 廣告行銷部門擔任書記員，不過他大多時候都是無家可歸的。科尼斯痛恨別人因為他的弱勢而對待他的方式，其後表示他想要一個可以獨處、且不必在意別人眼光的地方。 